# Valjouffrey
Valjouffrey is een gemeente in het Franse departement Isère (regio Auvergne-Rhône-Alpes) en telt 156 inwoners (1999). De plaats maakt deel uit van het arrondissement Grenoble.

## Geografie
De oppervlakte van Valjouffrey bedraagt 82,0 km², de bevolkingsdichtheid is 1,9 inwoners per km².
De onderstaande kaart toont de ligging van Valjouffrey met de belangrijkste infrastructuur en aangrenzende gemeenten.

## Demografie
Onderstaande figuur toont het verloop van het inwonertal (bron: INSEE-tellingen).

## Afbeeldingen

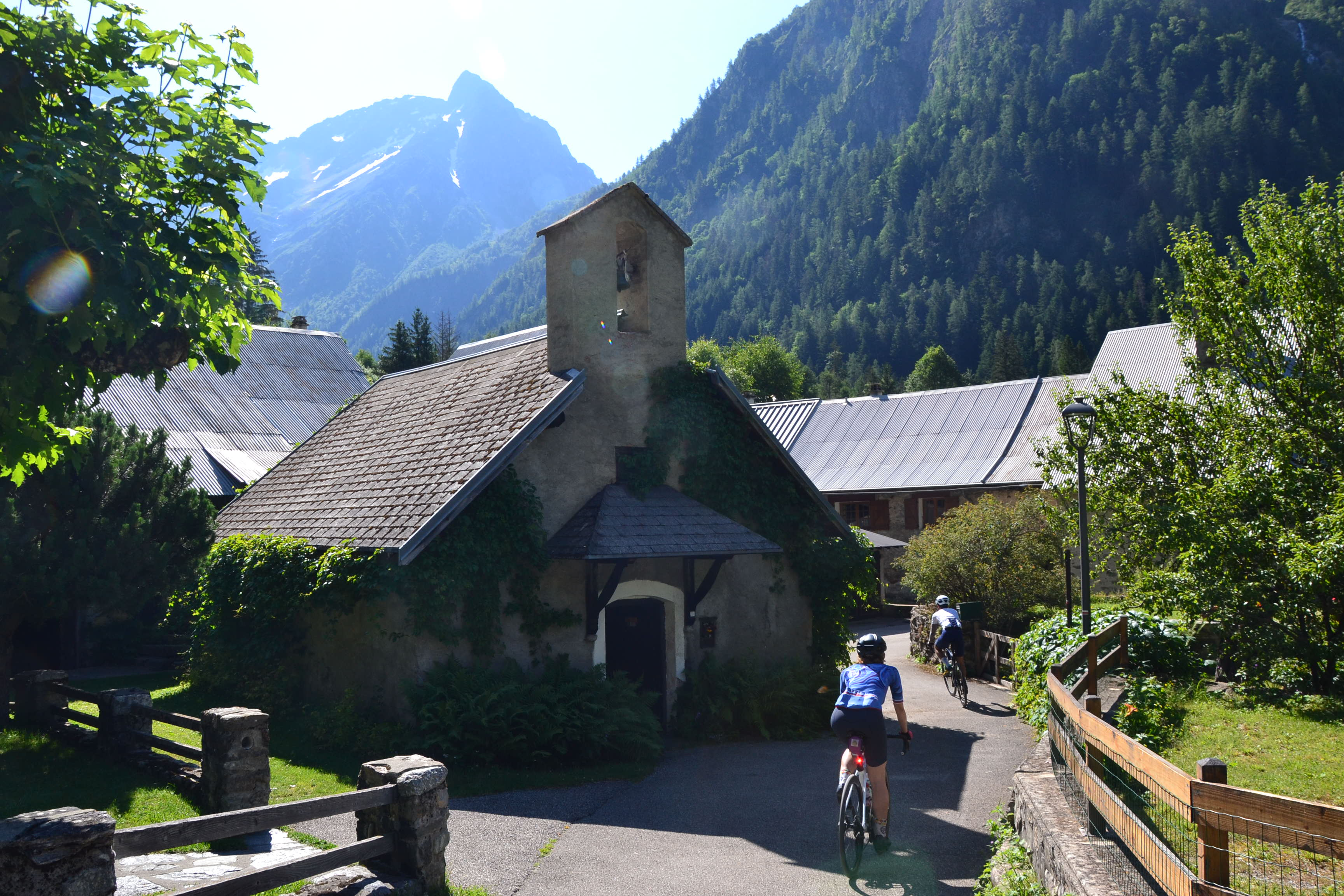
Chapelle Sainte Marie-Madeleine in Valsenestre
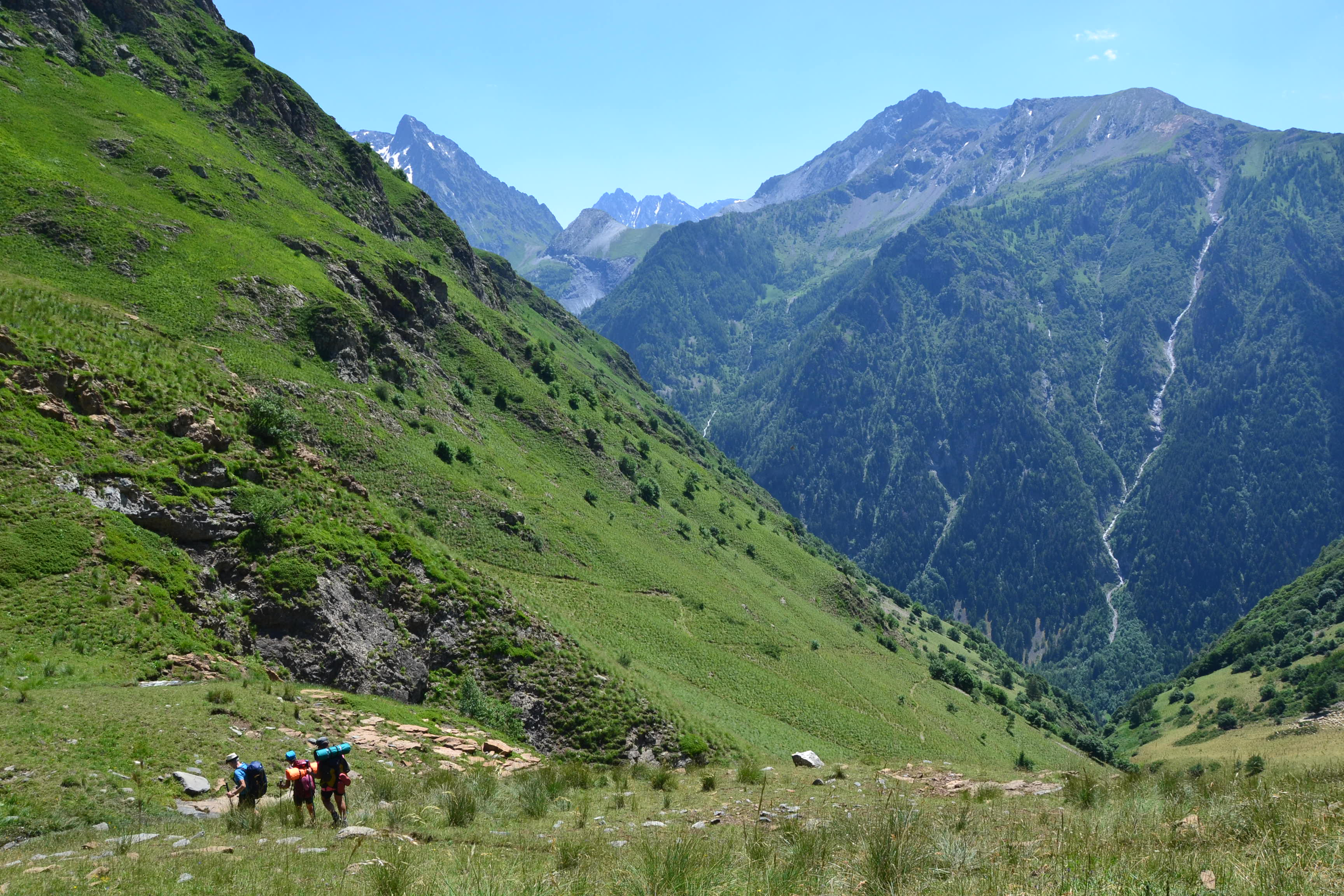
Op wandelroute GR54 ten noord-westen van Valsenestre
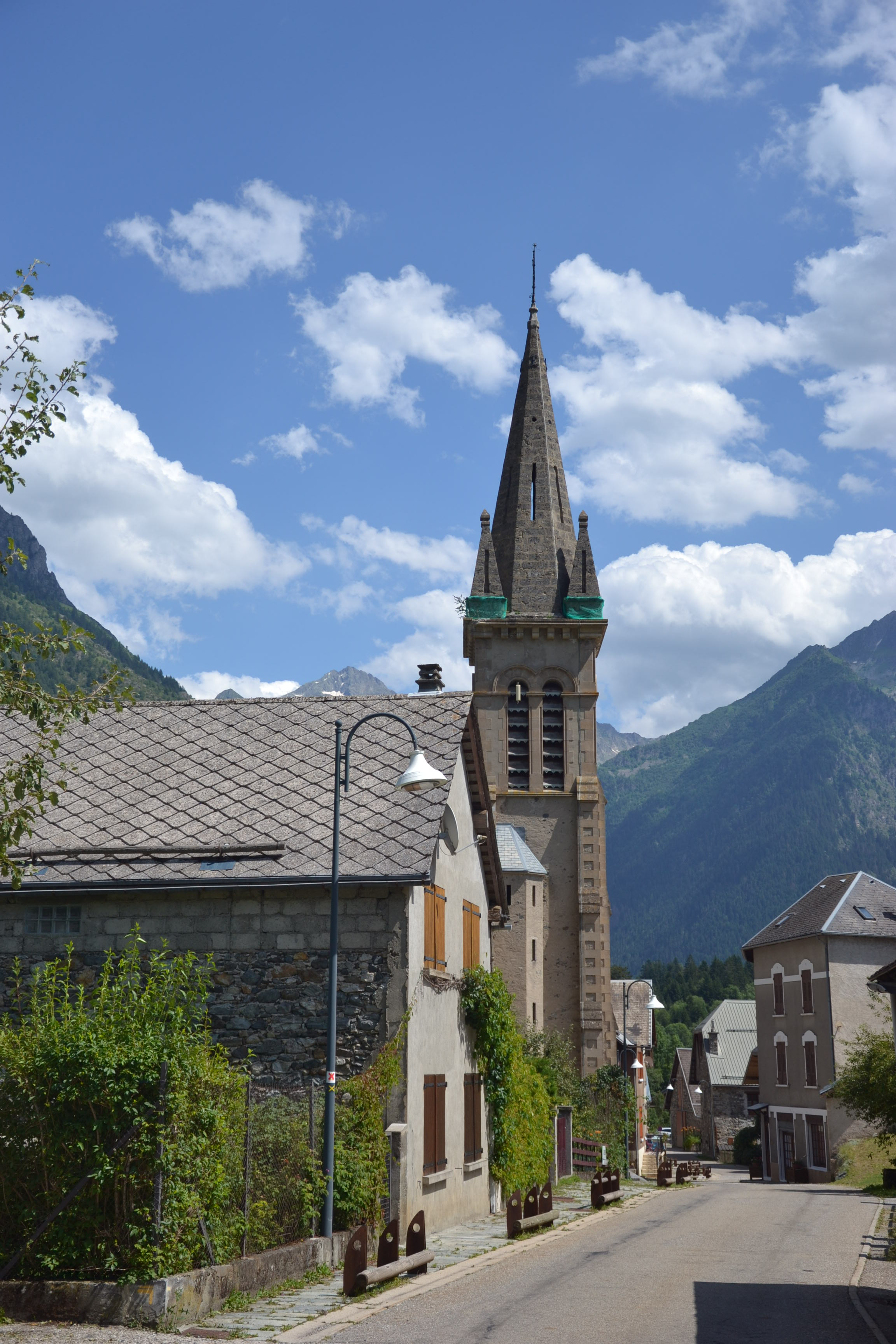
La Chapelle-en-Valjouffrey, centrum met Eglise Notre Dame de l'Assomption